# Pseudonoorda metalloma
Pseudonoorda metalloma là một loài bướm đêm trong họ Crambidae.